# Sommereux
 Sommereux  es una comuna y población de Francia, en la región de Picardía, departamento de Oise, en el distrito de Beauvais y cantón de Grandvilliers.
Su población en el censo de 1999 era de 408 habitantes.
Está integrada en la Communauté de communes de la Picardie Verte .
- Datos: Q1109988
- Multimedia: Sommereux / Q1109988

1. ↑  Worldpostalcodes.org, código postal n.º 60210.
2. ↑  INSEE, Datos de población para el año 2012 de Sommereux (en francés).